# Market Square Massacre
Market Square Massacre is een dvd die de Finse band Lordi maakte naar aanleiding van hun overwinning op het Eurovisiesongfestival 2006. Op 26 mei 2006 werd in Helsinki een overwinningsconcert gegeven vanwege de overwinning op het Eurovisiesongfestival 2006.

## Inhoud
Concert in Helsinki:
1. Bringing Back the Balls to Rock
2. Devil is a Loser
3. Blood Red Sandman
4. It Snows in Hell
5. Would You Love a Monsterman?
6. Hard Rock Hallelujah

Eurovisiespecials:
1. Hard Rock Hallelujah
2. Bringing Back the Balls to Rock
3. Hard Rock Hallelujah

Hello Athens Documentaries (een Finse documentaire over het verblijf van de band in Athene)
The Kin Movie:
1. The Kin Movie
2. Gallery
3. Storyboard
4. Making of

Videoclips:
1. Would You Love a Monsterman? (2006)
2. Who's Your Daddy?
3. Hard Rock Hallelujah
4. Blood Red Sandman
5. Devil is a Loser